# Serghei Snegov
Serghei Snegov (în rusă Серге́й Алекса́ндрович Сне́гов, n. 5/18 august 1910, Odessa, Imperiul Rus – d. 23 februarie 1994, Kaliningrad, Kaliningrad, Rusia), nume real Kozeriok (în rusă Козерюк), a fost un scriitor sovietic de science-fiction. În 1985, a primit Premiul Aelita, principalul premiu sovietic pentru science fiction. Seria sa de science fiction Humans as Gods a fost populară în Germania de Est și în Polonia .